# Regina de Lamo
Regina de Lamo Jiménez (Úbeda, 7 de setembro de 1870 - Barcelona, 17 de novembro de 1947) foi uma intelectual espanhola e activista poli-facetada até à chegada da ditadura franquista em Espanha. Foi pianista, professora de música e canto, escritora, jornalista, feminista defensora e activista dos direitos das mulheres, promotora do modelo cooperativista na economia, defensora do sindicalismo e do anarquismo, e propagandista. A andaluza assinou seus escritos como Regina Lamo Jiménez, Regina de Lamo Ximénez, Regina Lamo de O’Neill e com o pseudónimo de Nora Avante.